# 박민환
박민환(1981년 4월 22일 ~ )은 대한민국의 개그맨이자 영화배우이다.

## 출연 작품

### 방송
- 개그야 (MBC)
- 웃찾사 (SBS)

### 영화
- 사랑이 무서워 (2011년) - 장명부 역